# Anna Westerlund
Anna Åsa Olivia Westerlund (nacida el 9 de abril de 1989) es una exfutbolista finlandesa que juega a nivel de clubes en el Åland United.
Anteriormente jugó para el FC Honka en la Naisten Liiga y el Umeå IK de Finlandia. A pesar de jugar 90 minutos en los 22 partidos de liga del Umeå, su contrato con el club no se prorrogó al final de la temporada 2011.
La temporada siguiente permaneció en Suecia con el Piteå IF.
Jugó para la selección finlandesa de 2008 a 2022, donde ha sido la jugadora con más partidos internacionales desde el 11 de abril de 2021.

## Carrera
Comenzó su carrera en el club Pargas IF. Desde 2006 jugó en el FC Honka y ganó el campeonato tres veces seguidas con este club.
También jugó por primera vez con el FC Honka en la Liga de Campeones Femenina de la UEFA 2009-10. Con un total de 16 goles, quedaron eliminados en octavos de final ante el campeón alemán y eventual ganador, el 1. FFC Turbine Potsdam.
En 2010 cruzó el Mar Báltico hasta Damallsvenskan, donde inicialmente jugó en el Umeå IK e inmediatamente se convirtió en jugadora habitual. Sin embargo, con el Umeå quedó eliminada del torneo de clasificación para la Liga de Campeones Femenina de la UEFA 2010-11 ante el anfitrión Apollon Limassol.
Después de dos temporadas se mudó al Piteå IF, rival de la liga, donde también se convirtió inmediatamente en jugadora habitual, pero no pasó de un puesto en el mediocampo del club.
De 2014 a 2018 jugó en la Toppserien noruega con el LSK Kvinner FK, con el que se proclamó cinco veces campeona.
En la Liga de Campeones Femenina de la UEFA 2015-16, ella y las noruegas alcanzaron los octavos de final contra el actual campeón, el 1. FFC Frankfurt. Después de que ambos perdieron sus partidos en casa por 2-0, la decisión se tuvo que tomar en los penaltis y los noruegos perdieron por 4-5.
En los años siguientes nunca pasaron de los octavos de final. Solo después de dejar el club para regresar a casa, el LSK alcanzó los cuartos de final de la Liga de Campeones Femenina de la UEFA 2018-19 en marzo de 2019, donde luego fue eliminado por el FC Barcelona.
Pero ya estaba en la preparación de pretemporada en el Åland United. La primera temporada en la isla terminó en cuarto lugar y el campeonato se ganó en 2020.
Ella y su equipo participaron en la clasificación para la Liga de Campeones Femenina de la UEFA 2021-22, pero fracasaron con una derrota en casa por 1-0 ante el Servette FCCF.
| Año       | Club           | Apariciones | Goles |
| --------- | -------------- | ----------- | ----- |
| 2006–2009 | FC Honka       | 22          | 3     |
| 2010–2011 | Umeå IK        | 43          | 6     |
| 2012–2013 | Piteå IF       | 40          | 2     |
| 2014–2018 | LSK Kvinner FK | 101         | 5     |
| 2019–2022 | Åland United   | 84          | 14    |

Apariciones y goles en la liga nacional del club, actualizados a final de temporada 2022.

## Selección nacional
Formó parte del equipo de Finlandia en la Copa Mundial Femenina de Fútbol Sub-20 de 2006 en Rusia. Su debut en la selección absoluta de fútbol femenino de Finlandia se produjo en enero de 2008, contra China.
En el momento de la Eurocopa Femenina 2009, celebrada en Finlandia, Westerlund ya estaba establecida en el equipo. Jugó en tres partidos, incluida la derrota por 3-2 en cuartos de final ante Inglaterra.
Hizo siete apariciones en la clasificación para la Copa Mundial Femenina de Fútbol de 2011. Debido a una derrota en casa por 3-1 contra Italia en el penúltimo partido, en el que fue sustituida en la segunda parte, las finlandesas se perdieron el play-off para las campeonas de grupo.
La clasificación para la Eurocopa Femenina 2013 fue más exitosa, donde fue utilizada siete veces. Como primeros de grupo, los finlandeses llegaron a la fase final, donde participó en los tres partidos de la fase de grupos, tras lo cual se acabó el torneo para ellos.
Después de eso, las finlandesas no pudieron volver a clasificarse para una fase final hasta febrero de 2021. Westerlund jugó los ocho partidos de clasificación, no se perdió ningún minuto y marcó un gol. En el último partido de la clasificación igualó con su partido internacional número 130 el récord nacional de hace 10 años de Laura Kalmari.
Hasta ahora, ella y su equipo no se habían clasificado para la Eurocopa Femenina 2017, siendo la única participanción en 2013. Allí tampoco se había perdido ni un minuto. Ella y su equipo también fracasaron dos veces en las eliminatorias para la Copa del Mundo. Disputó diez partidos de Clasificación de UEFA para la Copa Mundial Femenina de Fútbol de 2015, solo fue sustituida una vez en el minuto 84 y marcó un gol. Jugó los ocho partidos de Clasificación de UEFA para la Copa Mundial Femenina de Fútbol de 2019 y jugó su partido internacional número 100 con Finlandia el 26 de noviembre de 2017 contra Israel.
El 11 de abril de 2021, se convirtió en la jugadora nacional récord de Finlandia con su partido internacional número 131, que terminó 2-2 contra Austria. No se perdió ni un minuto en los primeros cinco partidos de la Clasificación de UEFA para la Copa Mundial Femenina de Fútbol de 2023, y sólo se sentó en el banquillo en el sexto partido. El 9 de junio de 2022 fue nominada para la fase final de la Eurocopa Femenina 2022. Después de tres derrotas, las finlandesas quedaron eliminadas, pero Westerlund supo preparar el gol más rápido en una fase final de la Eurocopa Femenina gracias a Linda Sällström en el primer partido contra España.
El 11 de diciembre de 2022 anunció el final de su carrera después de 147 partidos internacionales.
| Año       | Categoría | Apariciones | Goles |
| --------- | --------- | ----------- | ----- |
| 2008–2022 | Absoluta  | 147         | 4     |

Partidos internacionales y goles de selecciones nacionales, actualizados al 6 de septiembre de 2022.